# Кфар-Кама
Кфар-Кама (также Кафар-Кама; ивр. כפר כמא‎, адыг. Кфар-Кама) — местный совет в Северном округе Израиля. Его площадь составляет 8 854 дунамов. Является наибольшей из двух черкесских деревень Израиля (вторая — Рейхания).
В деревне есть начальная и средняя школы (до 9 класса), после этого дети продолжают обучение в сельскохозяйственной школе Кадури. Преподавание ведётся на иврите, изучение родного Адыгского языка является обязательным, кроме того в качестве иностранных преподаются арабский и английский.
В Кфар-Каме расположен Центр черкесского наследия. Также имеются мечеть, музей, живописная старая часть, парки отдыха, магазинчики, пиццерии и несколько кафе.
Из Кфар-Камы происходит футболист Бибрас Натхо.

## Население
По данным Центрального статистического бюро Израиля, население на начало 2020 года составляло 3 373 человека.
Ежегодный прирост населения — 3,3 %.
53,3 % учеников получают аттестат зрелости.
Средняя зарплата на 2007 год — 5 653 шекелей.

## Фотогалерея

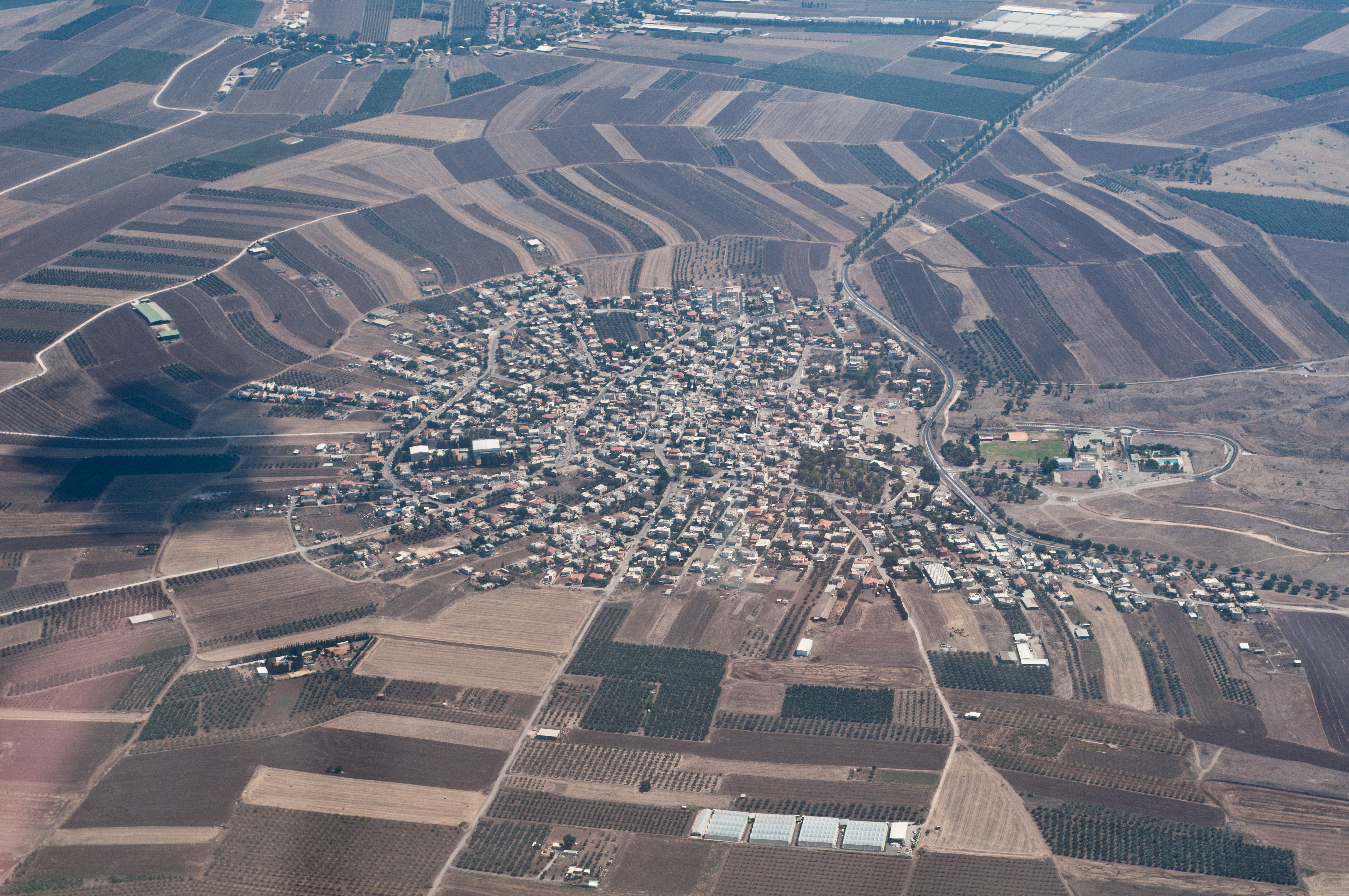
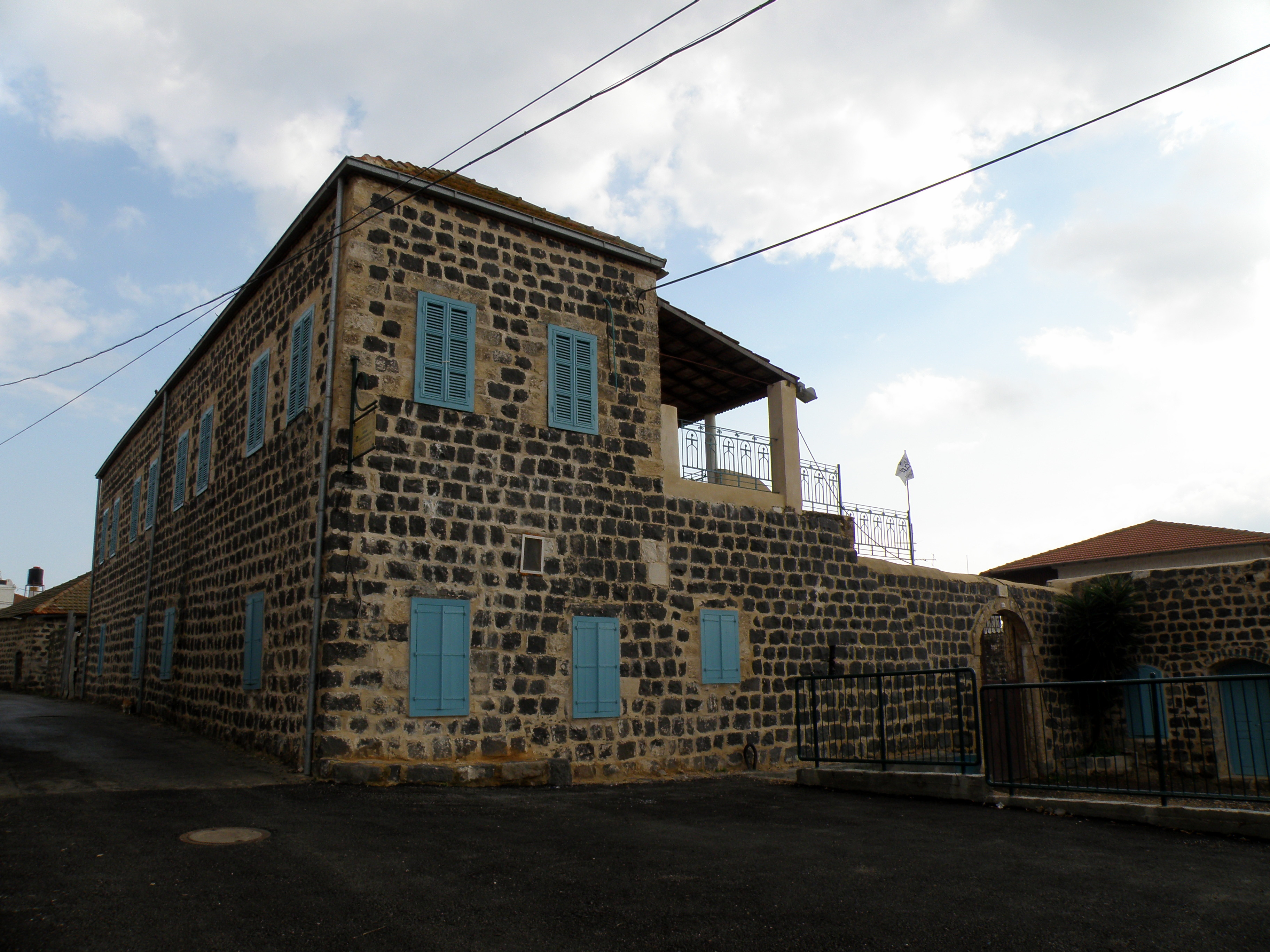
Центр Черкесского Наследия. Музей Кфар-Кама.
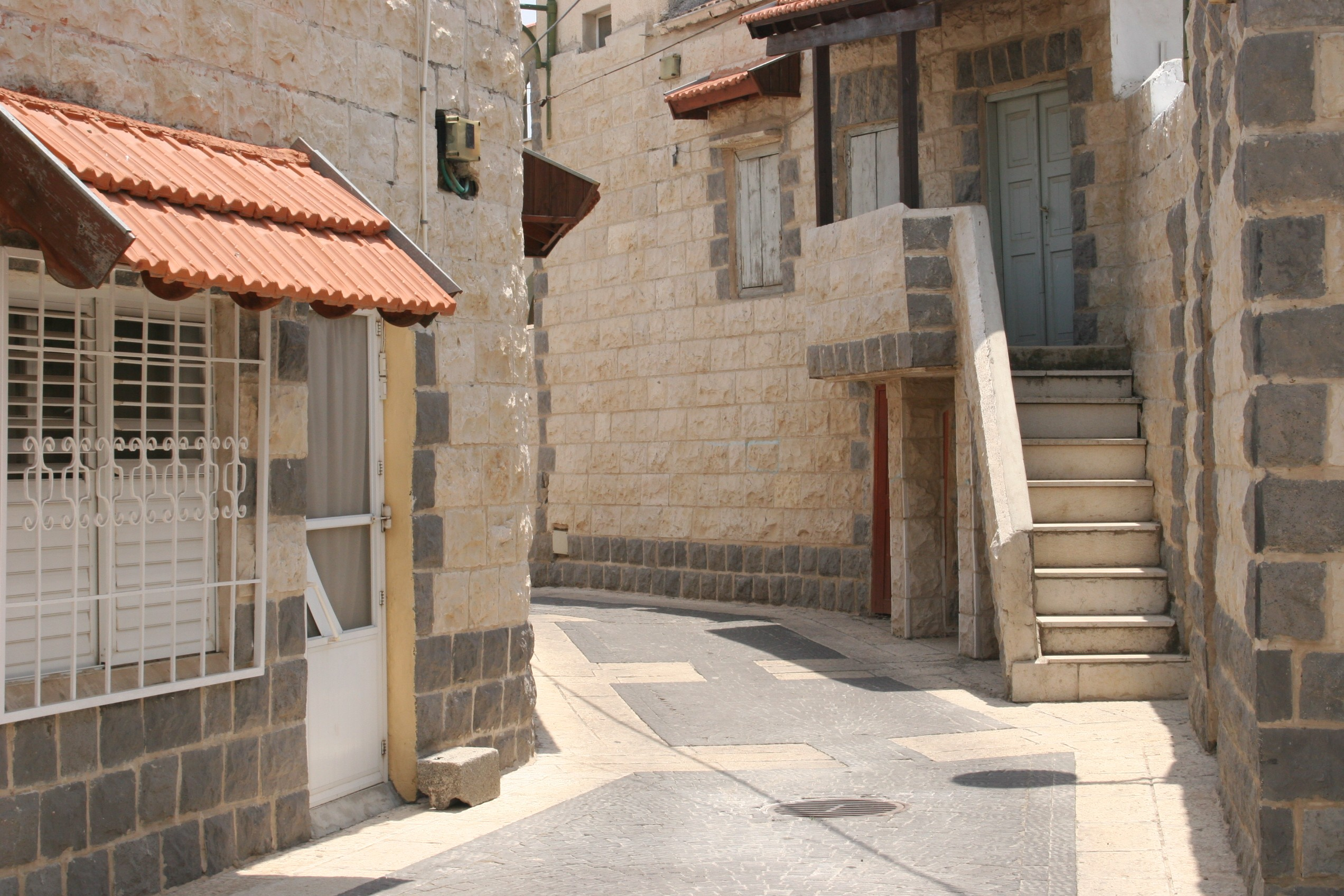
Старая часть деревни
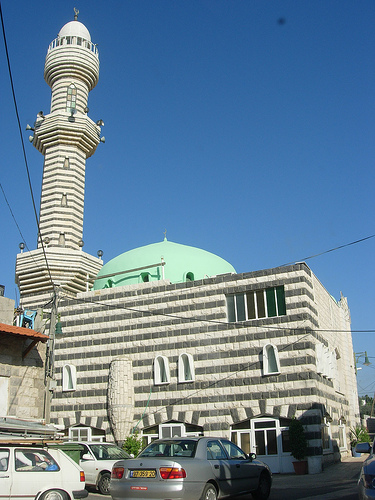
Мечеть Кфар-Кама